# Georginio Wijnaldum
Georginio Gregion Emile Wijnaldum, detto Gini (Rotterdam, 11 novembre 1990), è un calciatore olandese, centrocampista dell'Al-Ettifaq.

## Biografia
Ha due fratelli, Giliano e Rogerio, un fratellastro, Rajiv van La Parra, e due cugini, Royston Drenthe e Giovanni Drenthe, anche loro calciatori. Wijnaldum è di origine surinamese, ma ha scelto di rappresentare i Paesi Bassi a livello nazionale.

## Caratteristiche tecniche
È un centrocampista dinamico e molto duttile, che può essere schierato sulla fascia sinistra o destra, ma anche al centro e da trequartista. Ha un tiro potente ed è rapidissimo nell'uno contro uno. È in grado di calciare buoni cross ed è anche un discreto colpitore di testa, nonostante non sia molto alto. Ha sempre dichiarato di ispirarsi al suo più grande idolo, Clarence Seedorf, e di voler diventare come lui. Importante è da denotare che calcia di destro come calcia di sinistro, caratteristica che lo ha contraddistinto molto nel cambiare spesso piede nei calci di rigore.
Nel 2010 è stato inserito nella lista dei migliori calciatori nati dopo il 1989 stilata da Don Balón.

## Carriera

### Club

#### Gli inizi, Feyenoord
Nativo di Rotterdam, si forma inizialmente nelle giovanili dello Sparta Rotterdam, prima di passare nell'altra sponda cittadina, trasferendosi quindi al Feyenoord nel 2004. Debutta in prima squadra, in Eredivisie, l'8 aprile 2007, diventando all'età di 16 anni e 148 giorni il più giovane esordiente di sempre nella storia del Feyenoord (record battuto nel 2021 da Antoni Milambo, che ha esordito a 16 anni e 131 giorni), in occasione del match di campionato perso contro il Groningen (4-0), al termine della quale sfida Wijnaldum è peraltro eletto miglior giocatore della gara.
Confermato dal nuovo tecnico Bert van Marwijk, il 2 dicembre 2007 l'olandese realizza il suo primo centro tra i professionisti, contro l'Heracles Almelo (6-0); a fine stagione si fregia inoltre della vittoria della KNVB beker. Sigla la sua prima marcatura europea il 2 ottobre 2008, contribuendo al successo in Coppa UEFA contro il Kalmar (1-2).
Si consacra nella stagione 2010-2011, riuscendo a mettere a referto 14 reti in 37 presenze complessive: tra queste si segnala una fatale doppietta rifilata al PSV il 24 aprile 2011 (3-1), che sancisce la perdita della vetta del campionato da parte di questi ultimi in favore dell'Ajax.

#### PSV

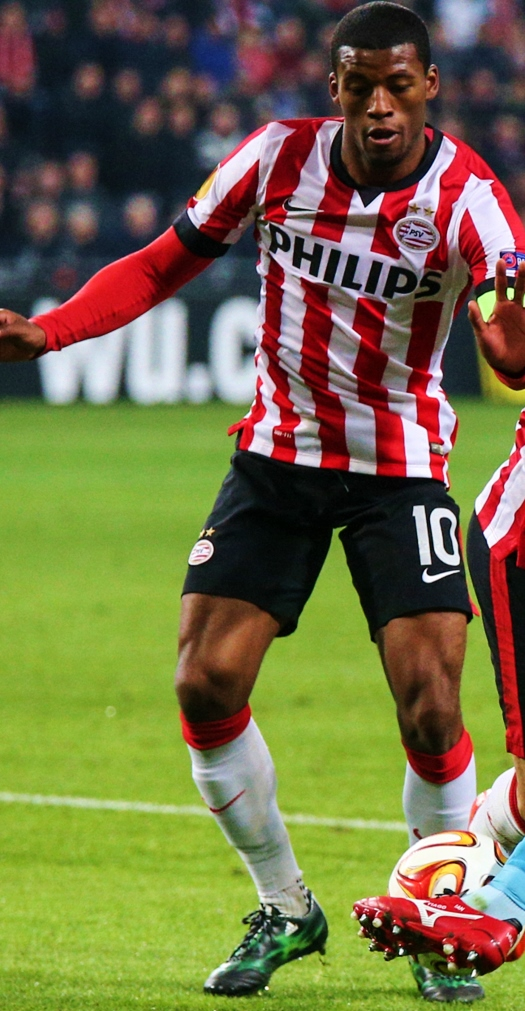
Wijnaldum al nel 2015

Il 4 luglio 2011 si trasferisce proprio al PSV, al prezzo di 5 milioni di euro. Debutta con il nuovo club il 7 agosto seguente, in occasione della sconfitta in campionato contro l'AZ Alkmaar (3-1). Mette a referto la sua prima marcatura il 21 agosto successivo, contro l'ADO Den Haag (3-0). Il primo centro europeo con il PSV arriva invece il 25 agosto, nella gara di UEFA Europa League contro il Ried (5-0). Conclude la sua prima stagione al PSV fregiandosi della vittoria della sua seconda KNVB beker in carriera.
Inaugura la stagione 2012-2013 con una rete decisiva per il successo in Supercoppa olandese contro l'Ajax (4-2). Il 30 agosto 2012 realizza quindi la sua prima tripletta in carriera, nel match di Europa League contro lo Zeta (9-0).
Il 31 agosto 2013 raggiunge il traguardo delle cento presenze con il PSV, in occasione del match contro il Cambuur (0-0). A partire da questa stagione, costellata da diversi infortuni, è inoltre capitano dell'undici olandese. Corona quindi l'annata 2014-2015 con la conquista del suo primo campionato olandese in carriera, mettendo a segno 14 reti in Eredivisie e 18 in tutta la stagione (in 44 presenze).

#### Newcastle
L'11 luglio 2015 viene acquistato dal Newcastle Utd, in quel momento in Premier League, al prezzo di 14,7 milioni di sterline (allora corrispondenti a circa 20 milioni di euro), risultando all'epoca nel terzo acquisto più oneroso nella storia dei Magpies, dopo Michael Owen e Alan Shearer. Bagna l'esordio in bianconero, datato 9 agosto 2015, con una rete, nella gara di campionato contro il Southampton (2-2). Il 18 ottobre 2015 si distingue per la realizzazione di un poker, il suo primo in carriera, nella sonora vittoria contro il Norwich City (6-2). Conclude l'annata da capocannoniere dei Magpies con 11 reti (e 5 assist), contestualmente retrocessi in Championship.

#### Liverpool
Il 22 luglio 2016 viene ingaggiato dal Liverpool, al prezzo di 30 milioni di euro. Debutta con i Reds il 14 agosto seguente, in occasione del match di campionato vinto contro l'Arsenal (3-4), nel quale è anche assistman per la rete di Adam Lallana. Trova la sua prima rete con il Liverpool il 6 novembre 2016, nel successo contro il Watford (6-1) che porta i Reds momentaneamente in vetta alla Premier League. Il 21 maggio 2017 contribuisce con una rete al successo sul Middlesbrough (3-0), che riporta il Liverpool in UEFA Champions League dopo due anni di assenza.

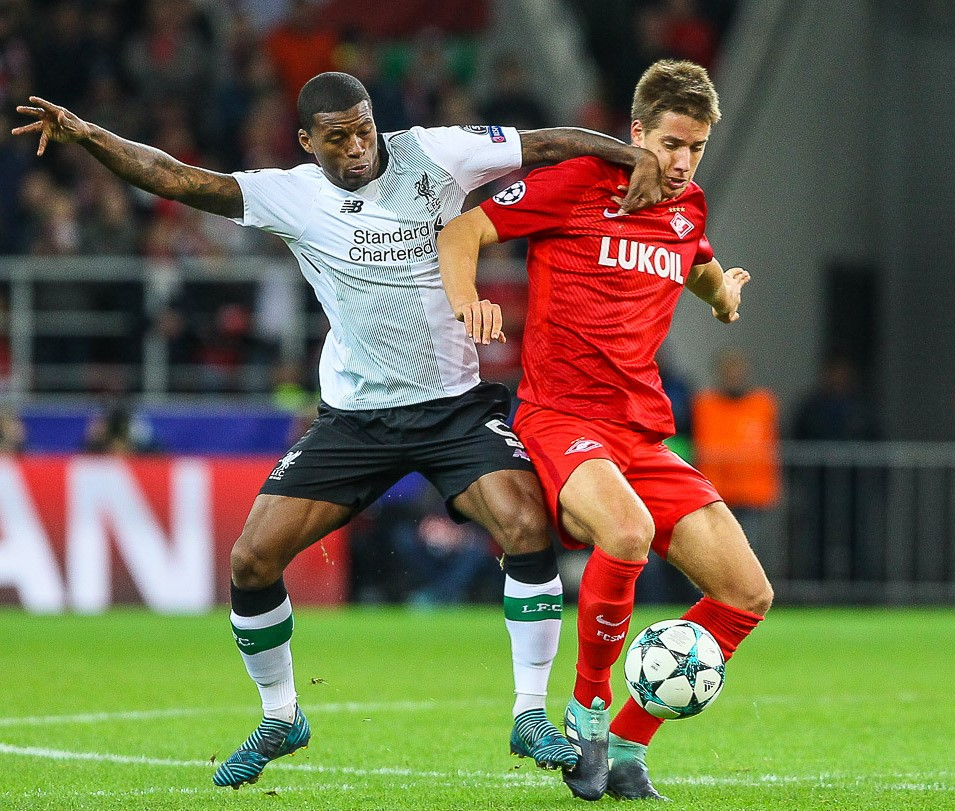
Wijnaldum con il a contrasto con Mario Pašalić dello.

Ormai tra i punti di forza della formazione inglese, nell'annata 2017-2018 si distingue per la realizzazione di una rete nella semifinale di ritorno di UEFA Champions League contro la Roma (4-2) (a tre anni di distanza dall'ultima rete mai realizzata dall'olandese in un match in trasferta), che consente agli uomini di Jürgen Klopp di accedere alla finale del detto torneo, poi persa contro il Real Madrid (3-1). L'anno successivo è nuovamente protagonista nelle semifinali di Champions League: il 7 maggio 2019, infatti, l'olandese realizza in appena 122 secondi una doppietta nella gara di ritorno contro il Barcellona (4-0), contribuendo all'insperato e miracoloso passaggio di turno dei Reds; contestualmente, egli diventa il primo calciatore a realizzare una doppietta in un match di Champions League contro il Barcellona da subentrato. In virtù della successiva vittoria in finale del Liverpool sul Tottenham (2-0), Wijnaldum conclude la stagione da campione europeo.
Nell'estate 2019 l'olandese si laurea vincitore della Supercoppa UEFA, grazie al successo sul Chelsea ai tiri di rigore (2-2 dts). Nella medesima stagione si laurea anche campione d'Inghilterra, contribuendo alla conquista della Premier League con 4 reti.

#### Paris Saint-Germain
Dopo un'ultima annata al Liverpool, il 10 giugno 2021 Wijnaldum sigla un accordo contrattuale con il Paris Saint-Germain. Debutta con i transalpini il 1º agosto seguente, mancando tuttavia il successo in Supercoppa francese contro il Lilla (1-0). Sei giorni più tardi esordisce quindi in Ligue 1, nella vittoria contro il Troyes (2-1). Realizza le sue prime marcature parigine il 3 novembre 2021, con una doppietta in Champions League contro il RB Lipsia (2-2). Vince il campionato dove lui realizza una sola rete, nel pareggio contro il Lens (1-1).

#### Roma
Il 5 agosto 2022 viene ceduto in prestito alla Roma. Debutta con i capitolini nove giorni più tardi, disputando da subentrato la sfida di Serie A vinta contro la Salernitana (0-1). Il 21 agosto 2022 in allenamento si frattura la tibia dopo un contrasto con il compagno Felix Afena-Gyan. Torna a giocare una partita con i giallorossi l'11 febbraio 2023 subentrando a Nemanja Matić. Il 12 marzo segna la sua prima rete in Serie A nella sconfitta casalinga con il Sassuolo per 3-4. In tutto mette insieme 23 partite e 2 gol (entrambi in Serie A) tra campionato e Europa League, lasciando il segno ma in negativo nel corso della finale di quest’ultima persa dopo i rigori contro il Siviglia (con lui che è stato criticato per non avere partecipato alla lotteria dei rigori), tanto da essere preso di mira dai tifosi romanisti durante l’ultima partita di campionato. Il 3 giugno 2023, viene ufficializzato il suo ritorno al PSG a partire dal 30 giugno, visto che il club giallorosso ha deciso di non riscattare l'olandese.

#### Al-Ettifaq
Non rientrando nei piani tattici del tecnico Luis Enrique, il 3 settembre 2023 si trasferisce per 10 milioni di euro all'Al-Ettifaq, squadra della Saudi Pro League, con cui sottoscrive un contratto triennale. Chiude la sua prima annata con 6 reti e 5 assist in campionato (chiuso al 6° posto) e un gol in King Cup, mentre la sua seconda stagione è (a pari merito con la stagione 2014-2015 al PSV) la sua miglior stagione realizzativa in campionato, segnando ben 14 marcature, condite con 4 assist (in campionato l'Al-Ettifaq conclude 7°).

### Nazionale
Dopo aver fatto quasi l'intera trafila giovanile con l'Olanda, Il 2 settembre 2011 esordisce in nazionale maggiore a Eindhoven, nella partita vinta per 11-0 sul San Marino e valida per le qualificazioni al campionato d'Europa 2012: entrato in campo all'86º, quattro minuti dopo realizza la sua prima rete in maglia oranje.
Convocato per il campionato del mondo 2014, il 12 luglio 2014, nella finale terzo quarto posto, segna il gol del definitivo 3-0 con cui gli olandesi si sono imposti contro il Brasile.
Dopo il Mondiale si afferma come un titolare della sua nazionale.
Nel giugno 2019 arriva con gli Oranje fino alla finale della neonata Nations League, cedendo tuttavia 0-1 al Portogallo; sul piano personale, viene inserito nel Team of the Tournament relativo le final four della competizione.
Con 8 goal in 7 partite ha contribuito significativamente a fare tornare i Paesi Bassi a un torneo dopo 6 anni di assenza. Tra queste reti vanno segnalate quella nel successo per 2-4 contro la Germania, la doppietta alla Bielorussia (1-2), e la tripletta nel 5-0 contro l'Estonia, in cui ha avuto anche per la prima volta la fascia da capitano della sua Nazionale.
Nel maggio 2021 viene poi convocato al campionato d'Europa 2020. Con i 3 gol segnati nelle gare del girone (uno all'Ucraina e due alla Macedonia del Nord) tocca quota 25 reti con gli oranje superando Marco van Basten e Dirk Kuijt nella classifica dei marcatori di sempre della nazionale.
Nel 2022 non è stato convocato al campionato del mondo 2022 per l'infortunio avuto qualche mese prima con la Roma.
Convocato per il campionato d'Europa 2024, nel corso della terza sfida della fase a gironi contro l'Austria (persa per 3-2 dagli olandesi) raggiunge quota 96 presenze in nazionale, agganciando Arjen Robben al decimo posto. Nel mese di agosto il c.t. Ronald Koeman annuncia l'intenzione di non convocarlo più in Nazionale sotto la sua guida tecnica.

## Statistiche

### Presenze e reti nei club
Statistiche aggiornate al 16 giugno 2025.
| Stagione          | Squadra             | Campionato        | Campionato | Campionato | Coppe nazionali | Coppe nazionali | Coppe nazionali | Coppe continentali | Coppe continentali | Coppe continentali | Altre coppe | Altre coppe | Altre coppe | Totale | Totale |
| Stagione          | Squadra             | Comp              | Pres       | Reti       | Comp            | Pres            | Reti            | Comp               | Pres               | Reti               | Comp        | Pres        | Reti        | Pres   | Reti   |
| ----------------- | ------------------- | ----------------- | ---------- | ---------- | --------------- | --------------- | --------------- | ------------------ | ------------------ | ------------------ | ----------- | ----------- | ----------- | ------ | ------ |
| 2006-2007         | Feyenoord           | ED                | 3          | 0          | CO              | 0               | 0               | -                  | -                  | -                  | -           | -           | -           | 3      | 0      |
| 2007-2008         | Feyenoord           | ED                | 10         | 1          | CO              | 2               | 0               | -                  | -                  | -                  | -           | -           | -           | 12     | 1      |
| 2008-2009         | Feyenoord           | ED                | 33+2       | 4          | CO              | 3               | 0               | CU                 | 6                  | 1                  | SO          | 1           | 0           | 45     | 5      |
| 2009-2010         | Feyenoord           | ED                | 31         | 4          | CO              | 7               | 1               | -                  | -                  | -                  | -           | -           | -           | 38     | 5      |
| 2010-2011         | Feyenoord           | ED                | 34         | 14         | CO              | 1               | 0               | UEL                | 2                  | 0                  | -           | -           | -           | 37     | 14     |
| Totale Feyenoord  | Totale Feyenoord    | Totale Feyenoord  | 111+2      | 23         |                 | 13              | 1               |                    | 8                  | 1                  |             | 1           | 0           | 135    | 25     |
| 2011-2012         | PSV                 | ED                | 32         | 8          | CO              | 6               | 2               | UEL                | 12                 | 4                  | -           | -           | -           | 50     | 14     |
| 2012-2013         | PSV                 | ED                | 33         | 14         | CO              | 6               | 1               | UEL                | 5                  | 4                  | SO          | 1           | 1           | 45     | 20     |
| 2013-2014         | PSV                 | ED                | 11         | 4          | CO              | 0               | 0               | UCL                | 4                  | 0                  | -           | -           | -           | 15     | 4      |
| 2014-2015         | PSV                 | ED                | 33         | 14         | CO              | 3               | 2               | UEL                | 8                  | 2                  | -           | -           | -           | 44     | 18     |
| Totale PSV        | Totale PSV          | Totale PSV        | 109        | 40         |                 | 15              | 5               |                    | 29                 | 10                 |             | 1           | 1           | 154    | 56     |
| 2015-2016         | Newcastle Utd       | PL                | 38         | 11         | FACup+CdL       | 1+1             | 0               | -                  | -                  | -                  | -           | -           | -           | 40     | 11     |
| 2016-2017         | Liverpool           | PL                | 36         | 6          | FACup+CdL       | 1+5             | 0               | -                  | -                  | -                  | -           | -           | -           | 42     | 6      |
| 2017-2018         | Liverpool           | PL                | 33         | 1          | FACup+CdL       | 2+1             | 0               | UCL                | 14                 | 1                  | -           | -           | -           | 50     | 2      |
| 2018-2019         | Liverpool           | PL                | 35         | 3          | FACup+CdL       | 0               | 0               | UCL                | 12                 | 2                  | -           | -           | -           | 47     | 5      |
| 2019-2020         | Liverpool           | PL                | 37         | 4          | FACup+CdL       | 0               | 0               | UCL                | 8                  | 2                  | CS+SU+Cmc   | 1+1+0       | 0           | 47     | 6      |
| 2020-2021         | Liverpool           | PL                | 38         | 2          | FACup+CdL       | 2+1             | 1+0             | UCL                | 9                  | 0                  | CS          | 1           | 0           | 51     | 3      |
| Totale Liverpool  | Totale Liverpool    | Totale Liverpool  | 179        | 16         |                 | 12              | 1               |                    | 43                 | 5                  |             | 3           | 0           | 237    | 22     |
| 2021-2022         | Paris Saint-Germain | L1                | 31         | 1          | CF              | 1               | 0               | UCL                | 5                  | 2                  | SF          | 1           | 0           | 38     | 3      |
| 2022-2023         | Roma                | A                 | 14         | 2          | CI              | 0               | 0               | UEL                | 9                  | 0                  | -           | -           | -           | 23     | 2      |
| 2023-2024         | Al-Ettifaq          | SPL               | 29         | 6          | KC              | 2               | 1               | -                  | -                  | -                  | -           | -           | -           | 31     | 7      |
| 2024-2025         | Al-Ettifaq          | SPL               | 34         | 14         | KC              | 2               | 0               | CGF                | 4                  | 1                  | -           | -           | -           | 40     | 15     |
| Totale Al Ettifaq | Totale Al Ettifaq   | Totale Al Ettifaq | 63         | 20         |                 | 4               | 1               |                    | -                  | -                  |             | -           | -           | 71     | 22     |
| Totale carriera   | Totale carriera     | Totale carriera   | 547        | 113        |                 | 47              | 8               |                    | 99                 | 19                 |             | 6           | 1           | 699    | 141    |

### Cronologia presenze e reti in nazionale
| Cronologia completa delle presenze e delle reti in nazionale ― Paesi Bassi | Cronologia completa delle presenze e delle reti in nazionale ― Paesi Bassi | Cronologia completa delle presenze e delle reti in nazionale ― Paesi Bassi | Cronologia completa delle presenze e delle reti in nazionale ― Paesi Bassi | Cronologia completa delle presenze e delle reti in nazionale ― Paesi Bassi | Cronologia completa delle presenze e delle reti in nazionale ― Paesi Bassi | Cronologia completa delle presenze e delle reti in nazionale ― Paesi Bassi | Cronologia completa delle presenze e delle reti in nazionale ― Paesi Bassi |
| Data                                                                       | Città                                                                      | In casa                                                                    | Risultato                                                                  | Ospiti                                                                     | Competizione                                                               | Reti                                                                       | Note                                                                       |
| -------------------------------------------------------------------------- | -------------------------------------------------------------------------- | -------------------------------------------------------------------------- | -------------------------------------------------------------------------- | -------------------------------------------------------------------------- | -------------------------------------------------------------------------- | -------------------------------------------------------------------------- | -------------------------------------------------------------------------- |
| 2-9-2011                                                                   | Eindhoven                                                                  | Paesi Bassi                                                                | 11 – 0                                                                     | San Marino                                                                 | Qual. Euro 2012                                                            | 1                                                                          | 86’                                                                        |
| 15-11-2011                                                                 | Amburgo                                                                    | Germania                                                                   | 3 – 0                                                                      | Paesi Bassi                                                                | Amichevole                                                                 | -                                                                          | 87’                                                                        |
| 14-8-2013                                                                  | Faro                                                                       | Portogallo                                                                 | 1 – 1                                                                      | Paesi Bassi                                                                | Amichevole                                                                 | -                                                                          |                                                                            |
| 17-5-2014                                                                  | Amsterdam                                                                  | Paesi Bassi                                                                | 1 – 1                                                                      | Ecuador                                                                    | Amichevole                                                                 | -                                                                          |                                                                            |
| 4-6-2014                                                                   | Amsterdam                                                                  | Paesi Bassi                                                                | 2 – 0                                                                      | Galles                                                                     | Amichevole                                                                 | -                                                                          | 46’                                                                        |
| 13-6-2014                                                                  | Salvador                                                                   | Spagna                                                                     | 1 – 5                                                                      | Paesi Bassi                                                                | Mondiali 2014 - 1º turno                                                   | -                                                                          | 62’                                                                        |
| 18-6-2014                                                                  | Porto Alegre                                                               | Australia                                                                  | 2 – 3                                                                      | Paesi Bassi                                                                | Mondiali 2014 - 1º turno                                                   | -                                                                          | 78’                                                                        |
| 23-6-2014                                                                  | San Paolo                                                                  | Paesi Bassi                                                                | 2 – 0                                                                      | Cile                                                                       | Mondiali 2014 - 1º turno                                                   | -                                                                          |                                                                            |
| 29-6-2014                                                                  | Fortaleza                                                                  | Paesi Bassi                                                                | 2 – 1                                                                      | Messico                                                                    | Mondiali 2014 - Ottavi di finale                                           | -                                                                          |                                                                            |
| 5-7-2014                                                                   | Salvador                                                                   | Paesi Bassi                                                                | 0 – 0 dts (4 – 3 dtr)                                                      | Costa Rica                                                                 | Mondiali 2014 - Quarti di finale                                           | -                                                                          |                                                                            |
| 9-7-2014                                                                   | San Paolo                                                                  | Paesi Bassi                                                                | 0 – 0 dts (2 – 4 dtr)                                                      | Argentina                                                                  | Mondiali 2014 - Semifinale                                                 | -                                                                          |                                                                            |
| 12-7-2014                                                                  | Brasilia                                                                   | Brasile                                                                    | 0 – 3                                                                      | Paesi Bassi                                                                | Mondiali 2014 - 3º posto                                                   | 1                                                                          |                                                                            |
| 4-9-2014                                                                   | Bari                                                                       | Italia                                                                     | 2 – 0                                                                      | Paesi Bassi                                                                | Amichevole                                                                 | -                                                                          | 86’                                                                        |
| 9-9-2014                                                                   | Praga                                                                      | Rep. Ceca                                                                  | 2 – 1                                                                      | Paesi Bassi                                                                | Qual. Euro 2016                                                            | -                                                                          |                                                                            |
| 12-11-2014                                                                 | Amsterdam                                                                  | Paesi Bassi                                                                | 2 – 3                                                                      | Messico                                                                    | Amichevole                                                                 | -                                                                          | 67’                                                                        |
| 16-11-2014                                                                 | Amsterdam                                                                  | Paesi Bassi                                                                | 6 – 0                                                                      | Lettonia                                                                   | Qual. Euro 2016                                                            | -                                                                          | 79’                                                                        |
| 28-3-2015                                                                  | Amsterdam                                                                  | Paesi Bassi                                                                | 1 – 1                                                                      | Turchia                                                                    | Qual. Euro 2016                                                            | -                                                                          | 46’                                                                        |
| 31-3-2015                                                                  | Amsterdam                                                                  | Paesi Bassi                                                                | 2 – 0                                                                      | Spagna                                                                     | Amichevole                                                                 | -                                                                          | 62’                                                                        |
| 5-6-2015                                                                   | Amsterdam                                                                  | Paesi Bassi                                                                | 3 – 4                                                                      | Stati Uniti                                                                | Amichevole                                                                 | -                                                                          |                                                                            |
| 12-6-2015                                                                  | Riga                                                                       | Lettonia                                                                   | 0 – 2                                                                      | Paesi Bassi                                                                | Qual. Euro 2016                                                            | 1                                                                          | 63’                                                                        |
| 3-9-2015                                                                   | Amsterdam                                                                  | Paesi Bassi                                                                | 0 – 1                                                                      | Islanda                                                                    | Qual. Euro 2016                                                            | -                                                                          | 80’                                                                        |
| 6-9-2015                                                                   | Konya                                                                      | Turchia                                                                    | 3 – 0                                                                      | Paesi Bassi                                                                | Qual. Euro 2016                                                            | -                                                                          | 46’                                                                        |
| 10-10-2015                                                                 | Astana                                                                     | Kazakistan                                                                 | 1 – 2                                                                      | Paesi Bassi                                                                | Qual. Euro 2016                                                            | 1                                                                          |                                                                            |
| 13-10-2015                                                                 | Amsterdam                                                                  | Paesi Bassi                                                                | 2 – 3                                                                      | Rep. Ceca                                                                  | Qual. Euro 2016                                                            | -                                                                          |                                                                            |
| 13-11-2015                                                                 | Cardiff                                                                    | Galles                                                                     | 2 – 3                                                                      | Paesi Bassi                                                                | Amichevole                                                                 | -                                                                          | 90+1’                                                                      |
| 25-3-2016                                                                  | Amsterdam                                                                  | Paesi Bassi                                                                | 2 – 3                                                                      | Francia                                                                    | Amichevole                                                                 | -                                                                          | 75’                                                                        |
| 29-3-2016                                                                  | Londra                                                                     | Inghilterra                                                                | 1 – 2                                                                      | Paesi Bassi                                                                | Amichevole                                                                 | -                                                                          |                                                                            |
| 27-5-2016                                                                  | Dublino                                                                    | Irlanda                                                                    | 1 – 1                                                                      | Paesi Bassi                                                                | Amichevole                                                                 | -                                                                          | 82’                                                                        |
| 1-6-2016                                                                   | Danzica                                                                    | Polonia                                                                    | 1 – 2                                                                      | Paesi Bassi                                                                | Amichevole                                                                 | 1                                                                          | 63’                                                                        |
| 4-6-2016                                                                   | Vienna                                                                     | Austria                                                                    | 0 – 2                                                                      | Paesi Bassi                                                                | Amichevole                                                                 | 1                                                                          |                                                                            |
| 1-9-2016                                                                   | Eindhoven                                                                  | Paesi Bassi                                                                | 1 – 2                                                                      | Grecia                                                                     | Amichevole                                                                 | 1                                                                          | 72’                                                                        |
| 6-9-2016                                                                   | Solna                                                                      | Svezia                                                                     | 1 – 1                                                                      | Paesi Bassi                                                                | Qual. Mondiali 2018                                                        | -                                                                          | 66’                                                                        |
| 7-10-2016                                                                  | Feijenoord                                                                 | Paesi Bassi                                                                | 4 – 1                                                                      | Bielorussia                                                                | Qual. Mondiali 2018                                                        | -                                                                          |                                                                            |
| 10-10-2016                                                                 | Amsterdam                                                                  | Paesi Bassi                                                                | 0 – 1                                                                      | Francia                                                                    | Qual. Mondiali 2018                                                        | -                                                                          | 62’                                                                        |
| 9-11-2016                                                                  | Amsterdam                                                                  | Paesi Bassi                                                                | 1 – 1                                                                      | Belgio                                                                     | Amichevole                                                                 | -                                                                          | 89’                                                                        |
| 13-11-2016                                                                 | Lussemburgo                                                                | Lussemburgo                                                                | 1 – 3                                                                      | Paesi Bassi                                                                | Qual. Mondiali 2018                                                        | -                                                                          |                                                                            |
| 25-3-2017                                                                  | Sofia                                                                      | Bulgaria                                                                   | 2 – 0                                                                      | Paesi Bassi                                                                | Qual. Mondiali 2018                                                        | -                                                                          | 46’                                                                        |
| 28-3-2017                                                                  | Amsterdam                                                                  | Paesi Bassi                                                                | 1 – 2                                                                      | Italia                                                                     | Amichevole                                                                 | -                                                                          | 77’                                                                        |
| 4-6-2017                                                                   | Rotterdam                                                                  | Paesi Bassi                                                                | 5 – 0                                                                      | Costa d'Avorio                                                             | Amichevole                                                                 | -                                                                          | 63’                                                                        |
| 9-6-2017                                                                   | Rotterdam                                                                  | Paesi Bassi                                                                | 5 – 0                                                                      | Lussemburgo                                                                | Qual. Mondiali 2018                                                        | 1                                                                          |                                                                            |
| 31-8-2017                                                                  | Saint-Denis                                                                | Francia                                                                    | 4 – 0                                                                      | Paesi Bassi                                                                | Qual. Mondiali 2018                                                        | -                                                                          |                                                                            |
| 3-9-2017                                                                   | Amsterdam                                                                  | Paesi Bassi                                                                | 3 – 1                                                                      | Bulgaria                                                                   | Qual. Mondiali 2018                                                        | -                                                                          |                                                                            |
| 7-10-2017                                                                  | Borisov                                                                    | Bielorussia                                                                | 1 – 3                                                                      | Paesi Bassi                                                                | Qual. Mondiali 2018                                                        | -                                                                          | 60’                                                                        |
| 10-10-2017                                                                 | Amsterdam                                                                  | Paesi Bassi                                                                | 2 – 0                                                                      | Svezia                                                                     | Qual. Mondiali 2018                                                        | -                                                                          | 71’                                                                        |
| 9-11-2017                                                                  | Aberdeen                                                                   | Scozia                                                                     | 0 – 1                                                                      | Paesi Bassi                                                                | Amichevole                                                                 | -                                                                          |                                                                            |
| 23-3-2018                                                                  | Amsterdam                                                                  | Paesi Bassi                                                                | 0 – 1                                                                      | Inghilterra                                                                | Amichevole                                                                 | -                                                                          |                                                                            |
| 26-3-2018                                                                  | Ginevra                                                                    | Portogallo                                                                 | 0 – 3                                                                      | Paesi Bassi                                                                | Amichevole                                                                 | -                                                                          | 68’                                                                        |
| 4-6-2018                                                                   | Torino                                                                     | Italia                                                                     | 1 – 1                                                                      | Paesi Bassi                                                                | Amichevole                                                                 | -                                                                          |                                                                            |
| 6-9-2018                                                                   | Amsterdam                                                                  | Paesi Bassi                                                                | 2 – 1                                                                      | Perù                                                                       | Amichevole                                                                 | -                                                                          |                                                                            |
| 9-9-2018                                                                   | Saint-Denis                                                                | Francia                                                                    | 2 – 1                                                                      | Paesi Bassi                                                                | UEFA Nations League 2018-2019 - 1º turno                                   | -                                                                          | 76’                                                                        |
| 13-10-2018                                                                 | Amsterdam                                                                  | Paesi Bassi                                                                | 3 – 0                                                                      | Germania                                                                   | UEFA Nations League 2018-2019 - 1º turno                                   | 1                                                                          |                                                                            |
| 16-11-2018                                                                 | Rotterdam                                                                  | Paesi Bassi                                                                | 2 – 0                                                                      | Francia                                                                    | UEFA Nations League 2018-2019 - 1º turno                                   | 1                                                                          | 17’ 89’                                                                    |
| 19-11-2018                                                                 | Gelsenkirchen                                                              | Germania                                                                   | 2 – 2                                                                      | Paesi Bassi                                                                | UEFA Nations League 2018-2019 - 1º turno                                   | -                                                                          | 38’ 60’                                                                    |
| 21-3-2019                                                                  | Rotterdam                                                                  | Paesi Bassi                                                                | 4 – 0                                                                      | Bielorussia                                                                | Qual. Euro 2020                                                            | 1                                                                          |                                                                            |
| 24-3-2019                                                                  | Amsterdam                                                                  | Paesi Bassi                                                                | 2 – 3                                                                      | Germania                                                                   | Qual. Euro 2020                                                            | -                                                                          |                                                                            |
| 6-6-2019                                                                   | Guimarães                                                                  | Paesi Bassi                                                                | 3 – 1 dts                                                                  | Inghilterra                                                                | UEFA Nations League 2018-2019 - Semifinale                                 | -                                                                          |                                                                            |
| 9-6-2019                                                                   | Porto                                                                      | Portogallo                                                                 | 1 – 0                                                                      | Paesi Bassi                                                                | UEFA Nations League 2018-2019 - Finale                                     | -                                                                          | [ 75 ]                                                                     |
| 6-9-2019                                                                   | Amburgo                                                                    | Germania                                                                   | 2 – 4                                                                      | Paesi Bassi                                                                | Qual. Euro 2020                                                            | 1                                                                          |                                                                            |
| 9-9-2019                                                                   | Tallinn                                                                    | Estonia                                                                    | 0 – 4                                                                      | Paesi Bassi                                                                | Qual. Euro 2020                                                            | 1                                                                          |                                                                            |
| 10-10-2019                                                                 | Rotterdam                                                                  | Paesi Bassi                                                                | 3 – 1                                                                      | Irlanda del Nord                                                           | Qual. Euro 2020                                                            | -                                                                          |                                                                            |
| 13-10-2019                                                                 | Minsk                                                                      | Bielorussia                                                                | 1 – 2                                                                      | Paesi Bassi                                                                | Qual. Euro 2020                                                            | 2                                                                          |                                                                            |
| 19-11-2019                                                                 | Amsterdam                                                                  | Paesi Bassi                                                                | 5 – 0                                                                      | Estonia                                                                    | Qual. Euro 2020                                                            | 3                                                                          | cap.                                                                       |
| 4-9-2020                                                                   | Amsterdam                                                                  | Paesi Bassi                                                                | 1 – 0                                                                      | Polonia                                                                    | UEFA Nations League 2020-2021 - 1º turno                                   | -                                                                          |                                                                            |
| 7-9-2020                                                                   | Amsterdam                                                                  | Paesi Bassi                                                                | 0 – 1                                                                      | Italia                                                                     | UEFA Nations League 2020-2021 - 1º turno                                   | -                                                                          | 84’                                                                        |
| 7-10-2020                                                                  | Amsterdam                                                                  | Paesi Bassi                                                                | 0 – 1                                                                      | Messico                                                                    | Amichevole                                                                 | -                                                                          | 63’                                                                        |
| 11-10-2020                                                                 | Zenica                                                                     | Bosnia ed Erzegovina                                                       | 0 – 0                                                                      | Paesi Bassi                                                                | UEFA Nations League 2020-2021 - 1º turno                                   | -                                                                          |                                                                            |
| 14-10-2020                                                                 | Bergamo                                                                    | Italia                                                                     | 1 – 1                                                                      | Paesi Bassi                                                                | UEFA Nations League 2020-2021 - 1º turno                                   | -                                                                          |                                                                            |
| 11-11-2020                                                                 | Amsterdam                                                                  | Paesi Bassi                                                                | 1 – 1                                                                      | Spagna                                                                     | Amichevole                                                                 | -                                                                          | cap. 46’                                                                   |
| 15-11-2020                                                                 | Amsterdam                                                                  | Paesi Bassi                                                                | 3 – 1                                                                      | Bosnia ed Erzegovina                                                       | UEFA Nations League 2020-2021 - 1º turno                                   | 2                                                                          | cap. 64’                                                                   |
| 18-11-2020                                                                 | Chorzów                                                                    | Polonia                                                                    | 1 – 2                                                                      | Paesi Bassi                                                                | UEFA Nations League 2020-2021 - 1º turno                                   | 1                                                                          | cap.                                                                       |
| 24-3-2021                                                                  | Istanbul                                                                   | Turchia                                                                    | 4 – 2                                                                      | Paesi Bassi                                                                | Qual. Mondiali 2022                                                        | -                                                                          | cap. 50’                                                                   |
| 27-3-2021                                                                  | Amsterdam                                                                  | Paesi Bassi                                                                | 2 – 0                                                                      | Lettonia                                                                   | Qual. Mondiali 2022                                                        | -                                                                          | cap. 79’                                                                   |
| 30-3-2021                                                                  | Gibilterra                                                                 | Gibilterra                                                                 | 0 – 7                                                                      | Paesi Bassi                                                                | Qual. Mondiali 2022                                                        | 1                                                                          | cap.                                                                       |
| 2-6-2021                                                                   | Faro                                                                       | Paesi Bassi                                                                | 2 – 2                                                                      | Scozia                                                                     | Amichevole                                                                 | -                                                                          | cap. 31’                                                                   |
| 6-6-2021                                                                   | Enschede                                                                   | Paesi Bassi                                                                | 3 – 0                                                                      | Georgia                                                                    | Amichevole                                                                 | -                                                                          | cap. 46’                                                                   |
| 13-6-2021                                                                  | Amsterdam                                                                  | Paesi Bassi                                                                | 3 – 2                                                                      | Ucraina                                                                    | Euro 2020 - 1º turno                                                       | 1                                                                          | cap.                                                                       |
| 17-6-2021                                                                  | Amsterdam                                                                  | Paesi Bassi                                                                | 2 – 0                                                                      | Austria                                                                    | Euro 2020 - 1º turno                                                       | -                                                                          | cap.                                                                       |
| 21-6-2021                                                                  | Amsterdam                                                                  | Macedonia del Nord                                                         | 0 – 3                                                                      | Paesi Bassi                                                                | Euro 2020 - 1º turno                                                       | 2                                                                          | cap.                                                                       |
| 27-6-2021                                                                  | Budapest                                                                   | Paesi Bassi                                                                | 0 – 2                                                                      | Rep. Ceca                                                                  | Euro 2020 - Ottavi di finale                                               | -                                                                          | cap.                                                                       |
| 1-9-2021                                                                   | Oslo                                                                       | Norvegia                                                                   | 1 – 1                                                                      | Paesi Bassi                                                                | Qual. Mondiali 2022                                                        | -                                                                          |                                                                            |
| 4-9-2021                                                                   | Eindhoven                                                                  | Paesi Bassi                                                                | 4 – 0                                                                      | Montenegro                                                                 | Qual. Mondiali 2022                                                        | 1                                                                          | cap. 73’                                                                   |
| 7-9-2021                                                                   | Amsterdam                                                                  | Paesi Bassi                                                                | 6 – 1                                                                      | Turchia                                                                    | Qual. Mondiali 2022                                                        | -                                                                          | 31’ 61’                                                                    |
| 11-10-2021                                                                 | Rotterdam                                                                  | Paesi Bassi                                                                | 6 – 0                                                                      | Gibilterra                                                                 | Qual. Mondiali 2022                                                        | -                                                                          |                                                                            |
| 13-11-2021                                                                 | Podgorica                                                                  | Montenegro                                                                 | 2 – 2                                                                      | Paesi Bassi                                                                | Qual. Mondiali 2022                                                        | -                                                                          | 66’                                                                        |
| 16-11-2021                                                                 | Rotterdam                                                                  | Paesi Bassi                                                                | 2 – 0                                                                      | Norvegia                                                                   | Qual. Mondiali 2022                                                        | -                                                                          |                                                                            |
| 29-3-2022                                                                  | Amsterdam                                                                  | Paesi Bassi                                                                | 1 – 1                                                                      | Germania                                                                   | Amichevole                                                                 | -                                                                          | 46’                                                                        |
| 24-3-2023                                                                  | Saint-Denis                                                                | Francia                                                                    | 4 – 0                                                                      | Paesi Bassi                                                                | Qual. Euro 2024                                                            | -                                                                          |                                                                            |
| 27-3-2023                                                                  | Rotterdam                                                                  | Paesi Bassi                                                                | 3 – 0                                                                      | Gibilterra                                                                 | Qual. Euro 2024                                                            | -                                                                          | 46’                                                                        |
| 14-6-2023                                                                  | Rotterdam                                                                  | Paesi Bassi                                                                | 2 – 4 dts                                                                  | Croazia                                                                    | UEFA Nations League 2022-2023 - Semifinale                                 | -                                                                          | 75’                                                                        |
| 18-6-2023                                                                  | Enschede                                                                   | Paesi Bassi                                                                | 2 – 3                                                                      | Italia                                                                     | UEFA Nations League 2022-2023 - Finale 3º posto                            | 1                                                                          | 46’                                                                        |
| 22-3-2024                                                                  | Amsterdam                                                                  | Paesi Bassi                                                                | 4 – 0                                                                      | Scozia                                                                     | Amichevole                                                                 | 1                                                                          | 82’                                                                        |
| 6-6-2024                                                                   | Rotterdam                                                                  | Paesi Bassi                                                                | 4 – 0                                                                      | Canada                                                                     | Amichevole                                                                 | -                                                                          |                                                                            |
| 10-6-2024                                                                  | Rotterdam                                                                  | Paesi Bassi                                                                | 4 – 0                                                                      | Islanda                                                                    | Amichevole                                                                 | -                                                                          | 66’                                                                        |
| 16-6-2024                                                                  | Amburgo                                                                    | Polonia                                                                    | 1 – 2                                                                      | Paesi Bassi                                                                | Euro 2024 - 1º turno                                                       | -                                                                          | 62’                                                                        |
| 21-6-2024                                                                  | Lipsia                                                                     | Paesi Bassi                                                                | 0 – 0                                                                      | Francia                                                                    | Euro 2024 - 1º turno                                                       | -                                                                          | 73’                                                                        |
| 25-6-2024                                                                  | Berlino                                                                    | Paesi Bassi                                                                | 2 – 3                                                                      | Austria                                                                    | Euro 2024 - 1º turno                                                       | -                                                                          | 65’                                                                        |
| Totale                                                                     |                                                                            | Presenze                                                                   | 96                                                                         |                                                                            | Reti                                                                       | 28                                                                         |                                                                            |

## Palmarès

### Club

#### Competizioni nazionali
- Coppa dei Paesi Bassi: 2

Feyenoord: 2007-2008
PSV Eindhoven: 2011-2012
- Supercoppa dei Paesi Bassi: 1

PSV Eindhoven: 2012
- Campionato olandese: 1

PSV: 2014-2015
- Campionato inglese: 1

Liverpool: 2019-2020
- Campionato francese: 1

Paris Saint-Germain: 2021-2022

#### Competizioni internazionali
- UEFA Champions League: 1

Liverpool: 2018-2019
- Supercoppa UEFA: 1

Liverpool: 2019
- Coppa del mondo per club: 1

Liverpool: 2019

### Individuale
- Inserito nella selezione UEFA dell'Europeo Under-21: 1

Israele 2013
- Calciatore olandese dell'anno: 1

2015
- Squadra ideale della fase finale della UEFA Nations League: 1

2018-2019
- Squadra della stagione della UEFA Champions League: 1

2018-2019